# Hendrikus Albertus Lorentz

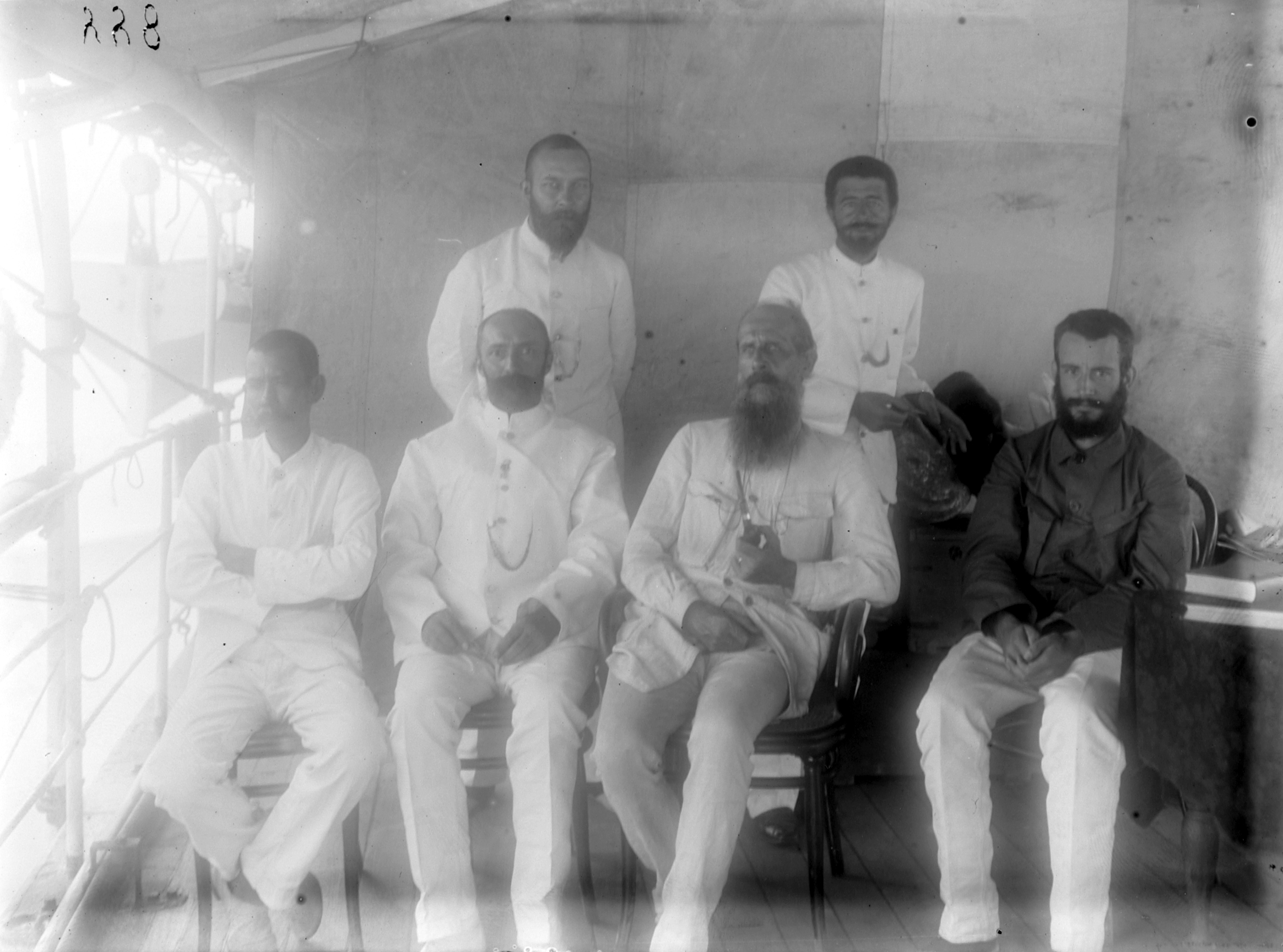
Hendrikus Albertus Lorentz (arriba a la izqda.) en la Expedición Nueva Guinea 1903

Hendrikus Albertus Lorentz (Oudewater, 18 de septiembre de 1871 – Klerksdorp (Sudáfrica), 2 de septiembre de 1944) fue un explorador neerlandés de Nueva Guinea y diplomático en Sudáfrica.
Era hijo de Theodorus Apolonius Ninus Lorentz y Marie Soet. Lorentz, hijo de un productor de tabaco en Java Oriental que había regresado a los Países Bajos. Estudió derecho y biología en la Universidad de Utrecht. Se casó con Marie Lousie Clemencia barones van Zuylen van Nievelt.
Lorentz participó en tres expediciones en la Nueva Guinea Neerlandesa, la parte indonesia actual (occidental) de la isla de Nueva Guinea. La primera fue como integrante de la expedición Nueva Guinea Norte de 1903 dirigida por Arthur Wichmann. Lorentz mismo condujo dos expediciones en 1907 y en 1909-1910.
El parque nacional de Lorentz y el río Lorentz, en el sur de Nueva Guinea, fueron bautizados en su memoria.
La serpiente arbórea no venenosa Dendrelaphis lorentzii (van Lidth de Jeurde, 1911) también se nombra en su honor. 
El holotipo fue recogido en Sabang, en el río Noord, (más tarde rebautizado como río Lorentz) durante la tercera expedición a Papúa de Lorentz.